# Berardo de Messine
Bérard de Castagna, ou de Castacca (XIIe siècle – Palerme, 8 septembre 1252), est un archevêque et homme politique catholique italien, d'époque normande-souabe, ami proche et fidèle de Frédéric II de Souabe. Il resta fidèle à ce dernier toute sa vie : c'est lui, selon la chronique de Matthieu Paris, qui offrit des réconforts religieux, sur le point de mourir, à l'empereur du Saint-Empire romain germanique. Berard, avec Hermann von Salza, était le conseiller le plus proche et le plus fiable du souverain : tous deux effectuèrent un travail important et ininterrompu de médiation diplomatique pour faciliter l'apaisement des relations difficiles entre Frédéric II et le Saint-Siège.

## Biographie

### Nom et origine
Il existe diverses traditions archivistiques et chroniques dans lesquelles son nom est transmis, accepté par les érudits sous différentes formes : de Costaca (Ferdinando Ughelli), de Castaca (selon Rocco Pirri), de Costa (Francesco Lombardi et Konrad Eubel) et de Castanea, selon l'exégèse de certains documents étudiés par Norbert Kamp en 1975.
D'origine familiale noble, des Abruzzes et pro-impériale, Bérard entra en contact avec les milieux judiciaires du royaume de Sicile en tant que représentant de la suite de Gautier de Palear, qui, à la cour souabe d'Henri VI de Hohenstaufen, fut chancelier en chef à partir d'au moins mars 1195[3] ainsi que, à partir d'octobre de la même année, membre du conseil du familiaris regis.
Sa nièce Manna avait une relation avec Frédéric II, dont naquit, en 1224-1225, l'un des fils du souverain, Richard de Teate (it) (ou Riccardo di Chieti), mort prématurément en 1249, et fut vicaire général de la Marche d'Ancône, du duché de Spolète et vicaire (en tant que légat) de Romagne.
Berard est né entre 1167 and 1177. Sa famille et son nom viennent de Castagna dans les Abruzzes. Des documents contemporains lui donne le surnom de Castanea, mais une copie du XIVe siècle du Breve chronicon de rebus Siculis le nomme de Castaca et, jusqu'aux années 1970, ce fut le nom par lequel il fut reconnu dans l'enseignement. Il faisait partie d'une famille de petite noblesse dans le cercle d'influence des comtes de Manoppello. Elle était issue des Abruzzes et avait des possessions dans la Basilicate et en Terre d'Otrante.
En 1198, Berard était dans la suite des comtes Gentile et Manerio de Manoppello quand ils fondèrent l'hôpital à Roccamontepiano. En 1200, il travaillait pour leur frère, Gautier de Palear, évêque de Troia, en tant que procurateur des terres de l'église. Il devait être déjà prêtre à ce moment.

### Cooptation à la Curie de Frédéric
Il fut archevêque de Bari en 1207, puis, à la demande de Frédéric, transféré par Innocent III au siège archiépiscopal de Palerme en septembre 1213, poste qu'il occupa jusqu'à sa mort en 1252.
En 1210, il était en effet entré dans le cercle d'influence souabe, servant de conseiller intime du futur empereur Frédéric II de Souabe, alors qu'il déclinait la faveur et la sphère d'influence de Gauthier de Palear, évêque de Catane depuis 1208. Berardo, avec Pierre de la Vigne et Hermann von Salza, faisait partie de la fraternité des familiaris, le très petit groupe d'amis et de conseillers de confiance du roi souabe, dans lequel il resta dans une position d'autorité jusqu'à la mort de Federic. Il était parmi les très rares hommes d'Église (l'autre était le frère franciscain Élie de Cortone, ami de saint François) admis à la Grande Curie (it) et à lui être sincèrement fidèle.
Berardo est resté proche du souverain souabe dans toutes les phases de sa vie, s'engageant dans une « activité diplomatique subtile et incessante », démontrant une loyauté qui restera intacte jusqu'à sa mort, indépendamment même des excommunications qui ont frappé Federic, et des répercussions qu'elles ont eu sur sa personne et sur sa figure ecclésiastique, qui entraîneront une suspension a divinis.

### Expéditions et missions en Allemagne
En 1212, par exemple, Berardo accompagna Frédéric, à peine âgé de dix-sept ans, aspirant au trône romain, dans son expédition en Allemagne et c'est lui qui, précisément à ce moment-là, entreprit de révéler l'excommunication imposé à Otton IV, ce qui a facilité les prétentions héréditaires sur le duché de Souabe, revendiquées par le jeune Frédéric.
En 1216, il fut de nouveau en mission en Allemagne, accompagnant Constance d'Aragon, l'épouse de Frédéric, et son fils Henri. De retour en Italie, il occupe également le poste de gouverneur (« bailli général ») du royaume de Sicile pendant un certain temps, de 1217 à 1220.

### Rôles diplomatiques dans la sixième croisade
À l'été 1227, en préparation de la Sixième croisade, Bérard fut envoyé en mission diplomatique en Égypte, avec Thomas Ier d'Aquin, comte d'Acerra : apportant avec lui de très riches cadeaux, dont des pierres précieuses et un cheval sellé d'or. Berardo eut la tâche délicate de tester les intéressantes perspectives d'accord qui venaient de s'ouvrir avec le sultan ayyoubide, le kurde al-Malik al-Kāmil. L'accord avec le sultan sera décisif pour assurer le grand succès de la croisade de Frédéric, qui s'est terminée par de grandes acquisitions, mais pacifiquement et sur des bases exclusivement diplomatiques, après la défaite militaire totale de la croisade précédente, de l'échec sur lequel Frédéric était resté pendant plusieurs années, celui-ci s'y étant engagé.

### Agonie de Frédéric II
Dans le groupe très nombreux qui a accompagné Frédéric jusqu'à sa mort, c'est toujours lui, selon la chronique de Matthieu Paris, qui lui a apporté des réconforts religieux : indépendamment de l'ostracisme papal, des excommunications dont il a fait l'objet, Berardo administra le sacrement de confession et accorda l'absolution à l'empereur mourant, humblement vêtu pour l'occasion de la simple robe grise des moines cisterciens.